# Момин Проход
Мо́мин Про́ход (болг. Момин проход) — місто в Софійській області Болгарії. Входить до складу общини Костенець.

## Населення
За даними перепису населення 2011 року у місті проживали 1628 осіб.
Національний склад населення міста:
| Національність   | Кількість осіб | Відсоток |
| ---------------- | -------------- | -------- |
| болгари          | 1539           | 98,0%    |
| цигани           | 25             | 1,6%     |
| Всього відповіли | 1571           |          |

Розподіл населення за віком у 2011 році:
Динаміка населення: